# Canottaggio ai Giochi della IV Olimpiade - Due senza maschile
La competizione del Due senza maschile dei Giochi della IV Olimpiade si è svolta al Henley Royal Regatta Course a Henley-on-Thames dal 30 al 31 luglio 1908.
A ogni regata prendevano parte due equipaggi. Ai perdenti delle semifinali è stata assegnata la medaglia di bronzo ex aequo.

## Risultati

### Semifinali
Si disputarono il giorno 30 luglio.
| Pos.   | Equipaggio                                        | Nazione     | Tempo  |
| ------ | ------------------------------------------------- | ----------- | ------ |
| 1      | Leander Club-1 John Fenning Gordon Thomson        | Regno Unito | 9'46"0 |
| Bronzo | Argonaut Rowing Club Frederick Toms Norway Jackes | Canada      | ND     |

| Pos.   | Equipaggio                                     | Nazione     | Tempo   |
| ------ | ---------------------------------------------- | ----------- | ------- |
| 1      | Leander Club-2 George Fairbairn Philip Verdon  | Regno Unito | 11'05"0 |
| Bronzo | Berliner Ruderclub Martin Stahnke Willy Düskow | Germania    | DNF     |

### Finale
Si disputò il giorno 31 luglio.
| Pos.    | Equipaggio                                    | Nazione     | Tempo  |
| ------- | --------------------------------------------- | ----------- | ------ |
| Oro     | Leander Club-1 John Fenning Gordon Thomson    | Regno Unito | 9'41"0 |
| Argento | Leander Club-2 George Fairbairn Philip Verdon | Regno Unito | ND     |